# 溪洲 (高雄市林園區)
溪洲，是臺灣高雄市林園區的一個傳統地域名稱，位於該區東部。相較於今日行政區，其範圍大致包括溪州里、五福里不含東南半葉的南部邊界地帶。

## 歷史
台灣日治初期，溪洲地區為一街庄，稱為「溪洲庄」，隸屬於小竹下里。昔日該庄西邊北段及北邊與潭頭庄為鄰，東隔淡水溪（今高屏溪）與五房洲庄為界，南邊為汕尾庄，西邊南段及中段為中芸庄、林仔邊庄。
1901年（日治明治三十四年）11月，全台設置二十廳，該庄隸屬於鳳山廳。1903年（明治三十六年）6月，該庄編入「林仔邊區」，隸屬於鳳山廳。1909年（明治四十二年）10月，合併二十廳為十二廳，林仔邊區改隸屬於臺南廳。1920年（大正九年）10月，廢十二廳改設五州二廳，該庄改制為「溪洲」大字，隸屬於高雄州鳳山郡林園庄。
戰後林園庄改制為林園鄉，隸屬於高雄縣，大字亦改制為村。1950年10月，高、屏分治，林園鄉仍隸屬於高雄縣。2010年12月25日，因高雄縣市合併，林園鄉改制高雄市林園區，村亦改制為里。

## 聚落
本地區發展較早的聚落有頂溪洲、溪洲仔、下溪洲、五塊厝（已西遷）等，在日治期初期的官方地圖上已有記載。

## 交通
省道台17線又稱「西部濱海公路」，是甲南至水底寮的幹道，經過本地區五塊厝聚落南側。由該道路（大方向）北行可前往小港區、前鎮區、高雄市中心、三民區等地等地；南行可前往屏東縣新園鄉、東港鎮、林邊鄉、佳冬鄉等地。
省道台29線是達卡努瓦至林園的幹道，也是高屏溪-楠梓仙溪流域的主要連絡道路，其南側端點（終點）位於本地區東南部的省道台17線路口（雙園大橋橋下）。由此北行可前往大寮區、大樹區、旗山區、杉林區、甲仙區、那瑪夏區，並止於達卡努瓦部落內十字路口。
區道高85線是新庄至五塊厝的道路。
區道高86線是中坑門至溪州的道路。
區道高88線是頂厝至五塊厝的道路。

## 產業
- 林園工業區（北大半部）